# 钨酸镧
钨酸镧是一种无机化合物，属于稀土钨酸盐，化学式为La2(WO4)3。它是单斜晶系晶体，空间群C2/c，晶胞参数a=7.871, b=11.837, c=11.686 A。白色，无定型固体，难溶于水。

## 制备
钨酸镧可由氧化镧和三氧化钨在1100℃反应得到：
La2O3 + 3 WO3 → La2(WO4)3